# Suh Yun-bok
Suh Yun-bok (Hangŭl: 서윤복; Hanja: 徐潤福) (Seul, 9 gennaio 1923 – Seul, 27 giugno 2017) è stato un maratoneta sudcoreano, giapponese di nascita.

## Biografia
Nato durante il dominio giapponese della penisola coreana, fu campione in diverse competizioni nazionali di maratona. Divenne noto nel 1947 per la sua vittoria alla maratona di Boston con un tempo di 2h25'39", record maschile per i successivi cinque anni. Allenato da Sohn Kee-chung (a sua volta ex detentore del primato mondiale), Suh prese parte alla competizione grazie a donazioni dell'esercito americano di stanza in Corea del Sud.
Nel 1948 partecipò alla maratona dei Giochi olimpici di Londra, classificandosi ventisettesimo con una prestazione di 2h59'36". Si ritirò nel 1949.

## Palmarès
| Anno | Manifestazione  | Sede   | Evento   | Risultato | Misura  | Note |
| ---- | --------------- | ------ | -------- | --------- | ------- | ---- |
| 1948 | Giochi olimpici | Londra | Maratona | 27º       | 2h59'36 |      |

## Altre competizioni internazionali
1946
- Oro alla Chuncheon Marathon ( Chuncheon)

1947
- Oro alla Maratona di Boston ( Boston) - 2h25'39"